# 單足龍屬
單足龍屬（學名：Elmisaurus）是獸腳亞目偷蛋龍下目恐龍的一屬，生存於上白堊紀的亞洲。化石只有腳掌及手掌。

## 物種

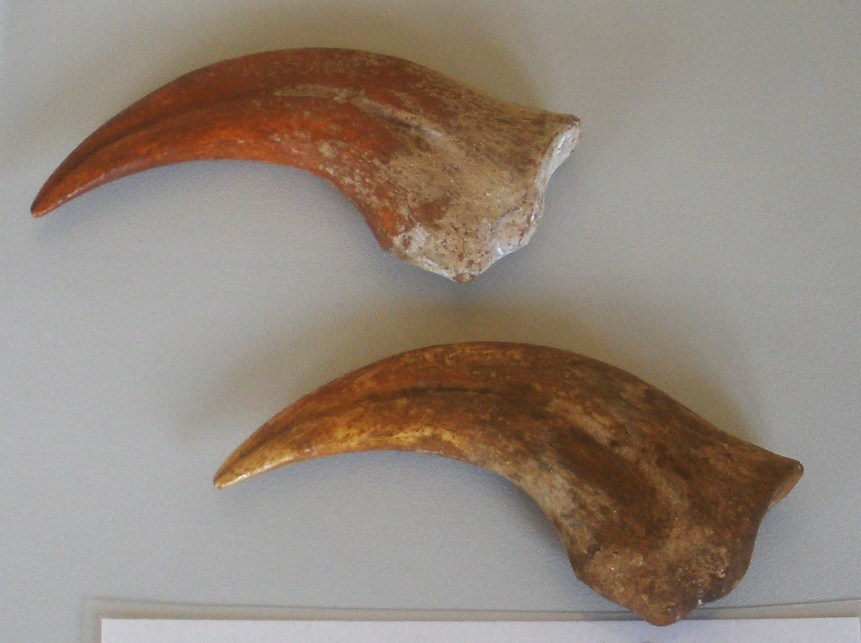
單足龍的指爪

在1970年，一個波蘭蒙古的聯合挖掘團隊在蒙古國南戈壁省發現兩個破碎的小型獸腳類化石。在1981年，Halszka Osmólska將這兩個標本敘述、命名為模式種稀罕單足龍（E. rarus）。屬名在蒙古文意為「單一的腳」，因為其模式標本只有一個腳掌骨頭；種名在拉丁文意為「稀有的」。正模標本（編號ZPAL MgD-I/172）是一個左側的癒合蹠骨與跗骨。副模標本有兩個，一個右手掌與腳掌（編號ZPAL MgD-I/98），一個較大個體的左蹠骨上段。
另一個物種是文雅單足龍（E. elegans），是從北美洲發現的物種，化石是一個腳掌骨頭（編號ROM 781）。原先於1933年被威廉·帕克斯（William Parks）歸類於似鳥龍的一種，但於1989年被菲力普·柯爾（Philip Currie）改歸類於單足龍的一種。菲力普·柯爾並將一個近頜龍的頜部碎片，改編入於文雅單足龍。
文雅單足龍的化石保存狀態很差，與模式種稀罕單足龍的地理距離過遠，因此引起爭議。在1997年，汉斯·戴尔特·苏伊士（Hans-Dieter Sues）提出這個所謂的第二物種其實是纖瘦縴手龍（C. pergracilis）的次同物異名。菲力普·柯爾則反對這個分類。許多其他研究人員則支持蘇伊士的分類。

## 外部連結
- 恐龍博物館——單足龍